# Logudoro

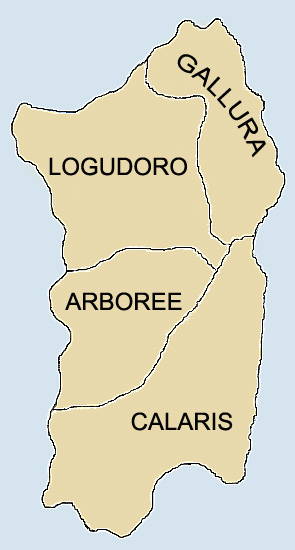
Judicats Sardes

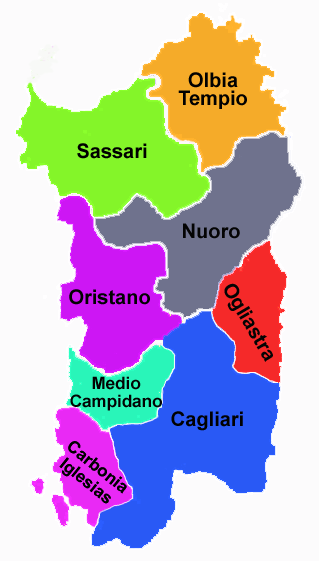
Provinces sardes

Le Logudoro est un vaste territoire du nord-ouest de la Sardaigne.

## Histoire
Constitué en majorité par des terrains volcaniques, cette zone est depuis la Préhistoire  la plus fertile de l'île. C'est pour cette raison que cette région était la plus fréquentée, comme en témoigne la présence massive de nuraghes, les typiques monuments mégalithiques de l'île.
La découverte de traces de présence humaine dans la grotte di Nurighe à Cheremule est datée du Paléolithique inférieur. Puis dans la grotte Corbeddu d'Oliena au Paléolithique supérieur.
Pendant l'époque romaine cette région fut un des principaux greniers de l’empire.
De nombreuses légions s'y établirent, surtout aux pieds de la Costera  afin de défendre les zones conquises par les Barbares non encore soumis et qui habitaient les inaccessibles montagnes de l'intérieur.
Pendant la période des judicats, il fut le centre d’un des quatre judicats qui partageaient l’île Sardaigne. Le Judicat de Torrès ou encore  Judicat du Logudoro ayant comme chef-lieu d’abord Ardara et ensuite Sassari correspondait grosso modo à l’actuelle Province de Sassari, mais s’étendait au sud jusqu’à  Nuoro e Macomer.Après la bataille de Meloria en 1284 Pise cède le judicat entier à Gènes qui partage son territoire entre les familles Doria et Malaspina
Au cours du Moyen Âge, la région bénéficia d’une certaine aisance comme en témoignent les églises champêtres de style romanico-pisan. Ce  patrimoine est unique sur l’île.
Un déclin progressif débuta avec la fin du judicat et après le passage sous le règne des Aragon. Le choix de Cagliari comme siège du gouverneur de l’île provoqua l’isolement administratif du Logudoro.
Par la suite, sous le règne de la maison de Savoie, l’oppression princière et l’impression d’éloignement de l’État provoqua la diffusion d’un banditisme semblable à celui qui opprima  la Gallura et la Barbagia.
Au début des années 1900 la construction du chemin de fer et des routes  améliora fortement la situation. Le revers de la médaille fut la destruction de l’immense patrimoine forestier dans les cols proches des nouvelles lignes de communication, ceci afin de satisfaire les besoins de l’industrie  piémontaise. Malgré cela, dans les années 1950, la forte pression démographique et la sous-compétitivité des cultures des céréales sur le marché national, obligea des milliers de résidents à émigrer d’abord dans les villes sardes en expansion et dans les nouvelles zones côtières débarrassées de la malaria, ensuite dans les régions du centre et du nord de l’Italie, ainsi que dans les pays d’Europe les plus développés.

Le Logudoro a été le district de Sardaigne ayant subi le plus important dépeuplement pendant les soixante dernières années.

### Dynastie de Lacon-Gunale

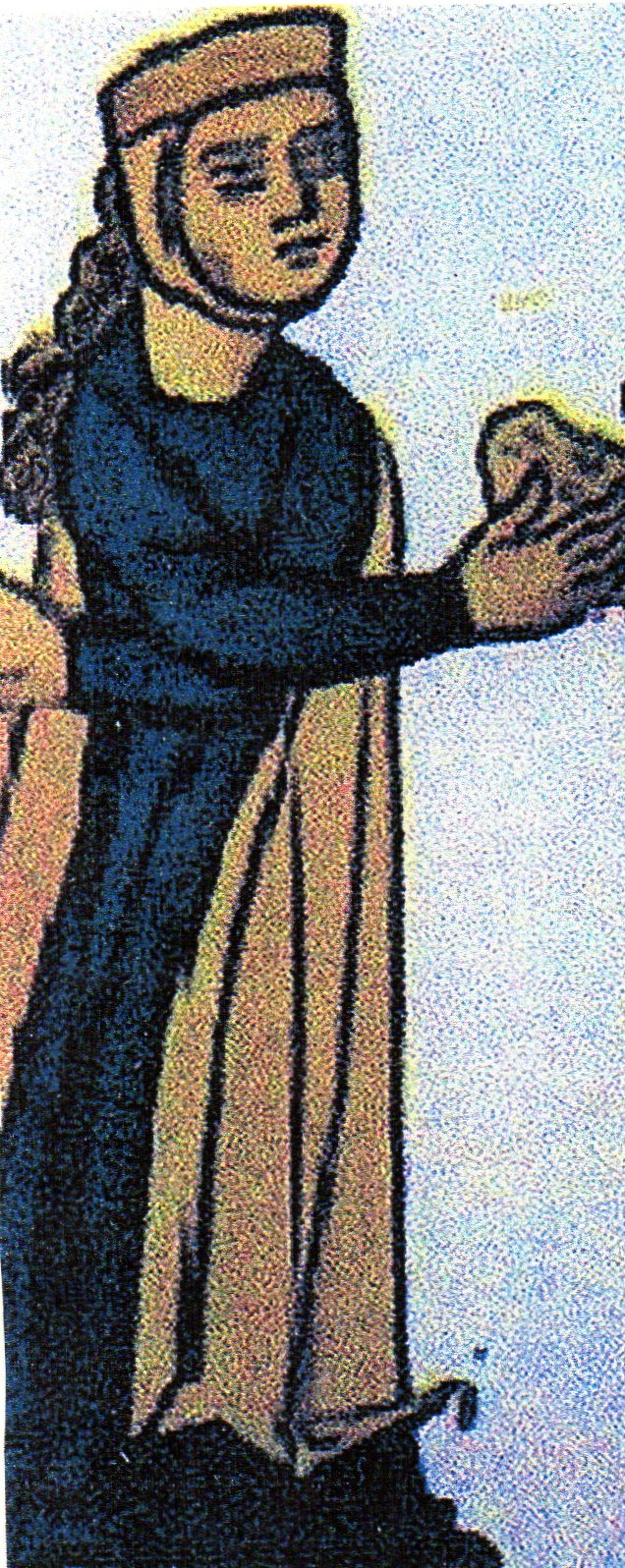
La reine Adelasia (miniature)

Liste des juges de Logudoro dit de Torres,.
- à partir de 1022 : Gonario Ier Comita (?), également Juge d'Arborée (?);
- jusqu'en 1038 : Comita Ier (peut-être le même que le précédent ?) ;
- 1038-1073 : Barisone Ier également Juge de Logudoro (1038-1073) et d'Arborée (1038-1060) s'attribue le titre de « roi de Sardaigne » ;
- 1073-1112 : Mariano Ier, son fils ;
- 1112-1127 : Costantino Ier, son fils ;
- 1127-1147 : Gonario II, son fils ;
- 1147 - vers 1186/1191 : Barisone II de Torres, son fils ainé ;
- 1191-1198 : Costantino II, son fils ;
- 1198-1218 : Comita (II), son frère, également Juge de Gallura 1211-1216
- 1218-1232 : Mariano II, son fils, également Juge de Gallura 1216-1218 ;
- 1232-1236 : Barisone III, son fils ;
- 1236-1256/1259 : Adelasia de Torres († 1256/1259), sa sœur, fille de Mariano II ;
- 1236-1238 : Ubaldo Visconti de Pise son 1er époux également Juge de Gallura jusqu'en 1238 et de Cagliari (1231-1233),
- 1238-1249 : Enzio 2e époux d'Adelesia, captif en 1249 († 1272), également Juge de Gallura de 1238 à 1257 ;
- 1249-1275 : Michele Zanche, vicaire d'Enzio depuis 1249.

## Géographie
Aujourd’hui, le Logudoro est la zone délimitée par les monts de Osilo-Nulvi au nord, le fleuve  Coghinas à l’est et l’ensemble Montiferru-Marghine-Goceano (connue comme Costera) au sud.
Ses sous-régions sont le Sassarese, le Monteacuto, le  Meilogu, la Nurra et la Planargia (rattachée depuis peu à la province de Oristano).
Les principaux centres sont : Ozieri, Bosa, Ittiri, Ossi, Bonorva, Ploaghe et Thiesi.
D’autres centres importants et renommés : Pattada, Buddusò, Oschiri, Berchidda.
La langue locale parlée est le logudorese, considéré  comme le principal dialecte littéraire de la langue sarde et fondement de la Limba Sarda Comuna (LSC).

## Sources
- (it) Cet article est partiellement ou en totalité issu de l’article de Wikipédia en italien intitulé « Logudoro » (voir la liste des auteurs).
- (en) Site de I. Mladjov Medieval Sardinia (Sardegna) Consulté le 4 avril 2014.